# Stuttgart
Stuttgart (svábul: Schduagert) a németországi Baden-Württemberg tartomány fővárosa és legnagyobb városa az ország délnyugati részén. Több mint 600 ezer lakosával Németország hatodik legnagyobb városa. 2020 táján 2,8 millió ember él a város közigazgatási régiójában, és 5,3 millió ember az agglomerációja területen, ezzel az ország negyedik legnagyobb metropolisz területe. A város és a nagyvárosi térség a GDP szerint következetesen a 20 legfejlettebb európai nagyváros közé tartozik.
Több nagyvállalat székhelye, többek közt itt található a Porsche, a Bosch, a Mercedes-Benz és a Mercedes-Benz Group AG székhelye.
Stuttgart olyan város, ahol jelentős számú bevándorló él. A 21. század elején lakóinak 40%-a, és az öt év alatti lakosság több mint fele bevándorló származású.

## Fekvése
A Neckar folyó egy termékeny völgyében található, amelyet a helyiek "Stuttgarti katlannak" neveznek. A Sváb-Albtól északra és a Fekete-erdőtől keletre fekszik.
A legközelebbi nagyvárosok: Frankfurt am Main (204 km) és München (220 km).

## Éghajlata
| Hónap                                                                          | Jan. | Feb. | Már. | Ápr. | Máj. | Jún. | Júl. | Aug. | Szep. | Okt. | Nov. | Dec. | Év   |
| ------------------------------------------------------------------------------ | ---- | ---- | ---- | ---- | ---- | ---- | ---- | ---- | ----- | ---- | ---- | ---- | ---- |
| Átlagos max. hőmérséklet (°C)                                                  | 3,7  | 5,4  | 9,8  | 14,1 | 18,6 | 23,7 | 26,2 | 25,9 | 19,5  | 14,4 | 8,1  | 4,4  | 14,5 |
| Átlagos min. hőmérséklet (°C)                                                  | −2,9 | −2,5 | 0,8  | 3,8  | 8,2  | 11,3 | 13,3 | 12,9 | 9,2   | 5,4  | 1,0  | −1,6 | 5,0  |
| Átl. csapadékmennyiség (mm)                                                    | 41   | 37   | 48   | 50   | 86   | 87   | 86   | 69   | 57    | 59   | 50   | 50   | 719  |
| Havi napsütéses órák száma                                                     | 69   | 96   | 138  | 177  | 217  | 217  | 232  | 224  | 169   | 123  | 74   | 60   | 1796 |
| Forrás: Deutscher Wetterdienst, note: sunshine hours are from 1990–2012 , KNMI |      |      |      |      |      |      |      |      |       |      |      |      |      |

| Hónap                                | Jan.  | Feb.  | Már.  | Ápr. | Máj. | Jún. | Júl. | Aug. | Szep. | Okt. | Nov.  | Dec.  | Év    |
| ------------------------------------ | ----- | ----- | ----- | ---- | ---- | ---- | ---- | ---- | ----- | ---- | ----- | ----- | ----- |
| Rekord max. hőmérséklet (°C)         | 17,1  | 21,0  | 24,6  | 26,8 | 31,5 | 35,0 | 36,6 | 37,7 | 31,6  | 29,7 | 20,3  | 16,5  | 37,7  |
| Rekord min. hőmérséklet (°C)         | −25,5 | −20,3 | −18,6 | −6,3 | −1,9 | 3,3  | 5,5  | 3,8  | 0,2   | −6,3 | −14,9 | −18,5 | −25,5 |
| Forrás: Deutscher Wetterdienst, KNMI |       |       |       |      |      |      |      |      |       |      |       |       |       |

## Története
A Kr.e. 7. évezred óta Stuttgart környéke fontos mezőgazdasági terület , és számos kultúrának adott otthont, amelyek a Neckar-völgy gazdag talaját hasznosították. A Római Birodalom Kr.u. 83-ban meghódította a területet, és Bad Cannstatt közelében hatalmas erődöt épített, így évszázadokon át volt a legfontosabb regionális központ.
Az alapjait valójában a 10. században tetté le, Liudolf sváb herceg alapította, mint harci lovak ménesét. Kezdetben a közeli Bad Cannstatt árnyékában fekvő város folyamatosan fejlődött, növekedett, és 1320-ban alapító okiratot kapott.
1496-ig a Württembergi Hercegség székhelye. 1806-tól a Württembergi Királyság központja volt.
1920-ban, a Kapp-puccs idején Stuttgart volt átmenetileg a birodalmi kormány székvárosa. A második világháborúban a város súlyos rombolást szenvedett, a szövetségesek pusztító légitámadásokat mértek a városra és annak gépjárműgyárára. 1945. április 22-én foglalták el az amerikai és francia csapatok. Az 1950-es évek elejére azonban a város helyreállt, és az egyik legnagyobb gazdasági és ipari központtá vált.

## Kultúra

### Múzeumok
| - 1. Stuttgarter Spielzeugmuseum – Stuttgarti játék - Albatros Museum - Altes Schloss – Régi kastély - Archäologisches Landesmuseum Baden-Württemberg – Tartományi archeológiai múzeum - Kunstgebäude Stuttgart – Képzőművészeti épület - Auwärter Museum - Bibelhaus Stuttgart – Bibliaház - Design Center Stuttgart im Haus der Wirtschaft - Feuerwehrmuseum Stuttgart – Tűzoltómúzeum - Musikinstrumentensammlung im Fruchtkasten - Haus der Geschichte Baden-Württemberg – Történeti ház - Haus der Heimat des Landes Baden-Württemberg - Graevenitz-Museum | - Hegelhaus - Heimatmuseum der Bessarabiendeutschen – Besszarábiai németek háza - Heimatmuseum Möhringen (Spitalhof Möhringen) - Heimatmuseum Plieningen - Heimatmuseum Stammheim - Heimatstube Weilimdorf - Heimatgeschichtliche Ausstellung Untertürkheim-Rotenberg - Schloss Hohenheim - Holz-Kanu-Museum - ifa-Galerie Stuttgart - Kunstmuseum Stuttgart – Képzőművészeti múzeum - Klösterle – Stadtmuseum: Városi múzeum | - Deutsches Landwirtschaftsmuseum - Linden-Museum – Staatliches Museum für Völkerkunde: Néprajzi múzeum - Landesmuseum Württemberg – Tartományi múzeum - Mercedes-Benz Múzeum - Porsche-múzeum - Schloss Solitude - Staatliches Museum für Naturkunde - Staatsgalerie Stuttgart – Stuttgarti galéria - Städtisches Lapidarium - Straßenbahnmuseum Zuffenhausen - Theodor-Heuss-Haus - Weinbaumuseum Uhlbach - Weissenhofmuseum - Zoologisches und Tiermedizinisches Museum – Állatkert |

### Színházak
| - Staatstheater Stuttgart – Állami színház - Opernhaus – Operaház - Balletts – Balett - Schauspielhaus - Kammertheater - Theater im Depot - Altes Schauspielhaus Stuttgart und Komödie im Marquardt - FITZ Zentrum für Figurentheater Stuttgart - Forum Theater - Friedrichsbau Varieté - Makal City Theater GmbH – Pantomimjátékok - theater rampe - Renitenz-Theater - Theater am Faden - Theater der Altstadt im Westen e. V. - Theater am Olgaeck - JES – Junges Ensemble Stuttgart | - Theater in der Badewanne - Theater La-Plapper-Papp (Stabpuppentheater) - Theater Tredeschin (Puppentheater) - Theater tri-bühne - Theaterhaus Stuttgart - TREFFPUNKT - Wilhelma - Wortkino - Volkstheater – Népszínház - Zwei Musical - Palladium Theater - Apollo Theater – Apolló Színház |

## Nevezetességei
- Régi kastély
- Új kastély
- Solitude kastély
- Killersbergbahn
- Stuttgart Hauptbahnhof
- Mercedes Benz Múzeum
- Porsche Múzeum
- Birkenkopf – A második világháború után a város újraépítésekor a törmeléket hordták ide, a hegy ezáltal 42 métert emelkedett.

## Gazdaság
Több nagyvállalat székhelye itt található, köztük a Porsche, Bosch, Mercedes-Benz  és a Daimler AG (amelyek 2022 óta Mercedes-Benz Group néven működnek).
- Untertürkheim városrészben van a Mercedes-Benz Group járműipari óriáscég központja és egyik legfontosabb motorgyára. 2019. április 5-én rakták le az ott épülő akkumulátorgyár alapkövét. A cég ezáltal kívánja biztosítani  az elektromos autók egyik legfontosabb alkotórészének, az akkumulátornak saját gyártását.[9]
- Zuffenhausen városrészben van a Porsche sportkocsicég központja
- elektronikai ipar
- finommechanikai ipar

## Felsőoktatás
- Hohenheimi Egyetem – I. Vilmos württembergi király alapította, mint mezőgazdasági iskolát, később más szakokkal is bővült
- Főiskolák

## Kutatás
- Max Planck Institut (iparjogvédelmi kutatóintézet)

## Közlekedés
Stuttgart közlekedési csomópont, és Németország hatodik legnagyobb repülőterével rendelkezik.
- Stuttgarti S-Bahn
- Stuttgarti Stadtbahn
- Stuttgarti repülőtér

## Sport
Stuttgart volt az egyik házigazdája az 1974 -es és 2006-os labdarúgó-világbajnokság hivatalos versenyeinek.

## A város szülöttei
- Georg Wilhelm Friedrich Hegel filozófus
- Wilhelm Hauff
- Chotek Zsófia
- Richard von Weizsäcker
- Varga Ferenc József, a Rádiókabaré Karinthy-gyűrűs humoristája
- Eduard Paulus (Stuttgart, 1837 – Stuttgart, 1907) német író, költő, művészettörténész, régész
- Klaus Krämer katolikus püspök
- Jürgen Klopp német labdarúgó, edző

## Magyar vonatkozások
- Az egyetemen tanult Pecz Samu építész.
- Egy ideig itt tanított Liezen-Mayer Sándor festőművész.
- Itt született Varga Ferenc József magyar humorista.

## Média

### Újságok
| - Amtsblatt der Landeshauptstadt Stuttgart - Stuttgarter Zeitung - Stuttgarter Nachrichten - Cannstatter Zeitung - Untertürkheimer Zeitung - Filder-Zeitung - Nord-Rundschau - Jugendmagazin Yaez – Yaez Ifjúsági magazin - Stuttgarter Wochenblatt | - Bild-Zeitung - Neckarblick – hetilap - treffpunkt – hetilap - WILIH Anzeigenblatt - Stuttgarter Stadtanzeiger – hetilap - LIFT - Elternzeitung Luftballon |

### Televízió
- Das Erste
- ZDF
- SWR Fernsehen Baden-Württemberg
- BW Family.tv
- R.TV
- Maran Film

### Rádió
| - SWR1 Baden-Württemberg - SWR2 - SWR3 - SWR4 Baden-Württemberg - DASDING - Deutschlandfunk - Deutschlandradio Kultur - Hit-Radio Antenne 1 - big FM - Die Neue 107.7 - HoRadS | - Freies Radio für Stuttgart - sunshine live - Klassik Radio - Wilantis - Metropol FM - Motor FM - Truckradio - American Forces Network - Radio Ton - Radio Regenbogen - ENERGY |

## Testvértelepülések
- Franciaország Strasbourg 1962
- Egyesült Királyság St Helens 1948
- Wales Cardiff 1955
- USA St. Louis, 1960
- India Mumbai 1968
- Tunézia Menzel Bourguiba 1971
- Egyiptom Kairó 1979
- Lengyelország Łódź, 1988
- Csehország Brno 1989
- Oroszország Szamara 1992